# مارتين برنارد
مارتين برنارد (بالإنجليزية: Martyn Bernard) هو منافس ألعاب قوى بريطاني، ولد في 15 ديسمبر 1984 في ويكفيلد في المملكة المتحدة.

## وصلات خارجية
- مارتين برنارد على موقع الاتحاد الدولي لألعاب القوى (الإنجليزية)
- مارتين برنارد على موقع الدوري الماسي (الإنجليزية)
- مارتين برنارد على موقع أوليمبيديا (الإنجليزية)
- مارتين برنارد على موقع اللجنة الأولمبية البريطانية (الإنجليزية)
- مارتين برنارد على موقع اتحاد ألعاب الكومنولث (مؤرشف) (الإنجليزية)
- مارتين برنارد على موقع اتحاد ألعاب الكومنولث (مؤرشف) (الإنجليزية)